# Chien de prairie à queue noire
Cynomys ludovicianus
Pour les articles homonymes, voir Chien de prairie et Ludovicianus.
Espèce
Statut de conservation UICN

 LC  : Préoccupation mineure
Répartition géographique
Le Chien de prairie à queue noire (Cynomys ludovicianus) est une espèce de rongeur du genre Cynomys.
C'est l'espèce de chien de prairie la plus répandue et celle que l'on trouve en captivité.

## Description

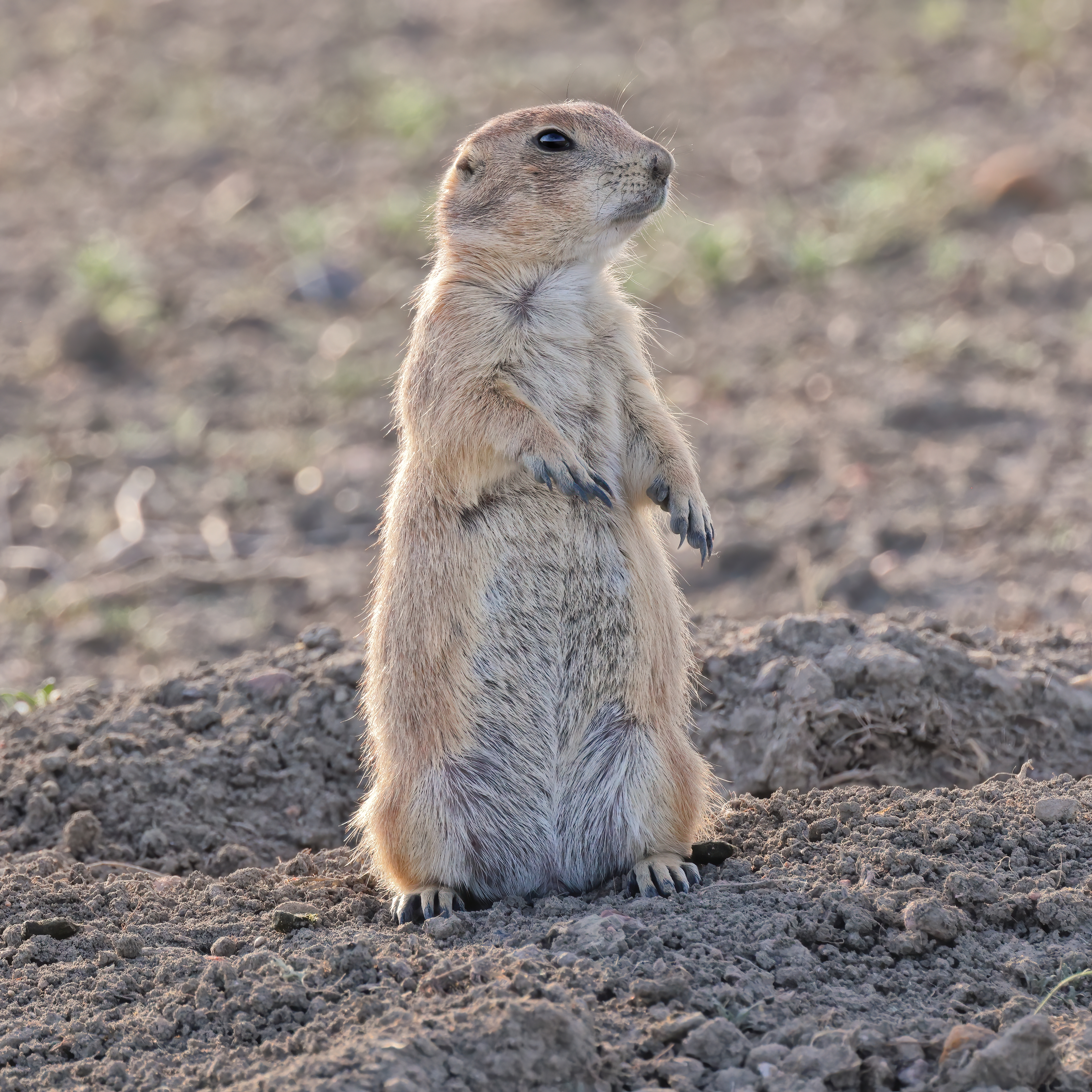
Chien de prairie à queue noire dans le parc national des Prairies. Mai 2023.

Cette espèce présente un dimorphisme sexuel marqué, le mâle étant 10 à 15 % plus lourd que la femelle. Le mâle mesure de 35,8 à 41,5 cm de long pour un poids allant de 850 à 1 675 g et la femelle mesure de 35,2 à 37,5 cm de long pour un poids de 705 à 1 050 g. Le poids des individus varie en fonction des saisons, atteignant un maximum en automne et un minimum à la fin de l'hiver.

## Répartition
Le chien de prairie à queue noire est un rongeur originaire d'Amérique du Nord.

## Comportement
C'est un animal grégaire ; en d'autres termes, il vit en groupe et ne semble véritablement s'épanouir qu'au contact de ses congénères. Ensemble, ils s'organisent en clans, comportant chacun dans la majorité des cas un mâle, quelques femelles, et les jeunes. Ils creusent de vastes galeries souterraines organisées. L'entrée est munie d'un petit dôme afin de permettre une meilleure visibilité, ces chiens de prairie étant d'excellents sentinelles prêtes à déclencher l'alerte au moindre danger.

## Régime alimentaire

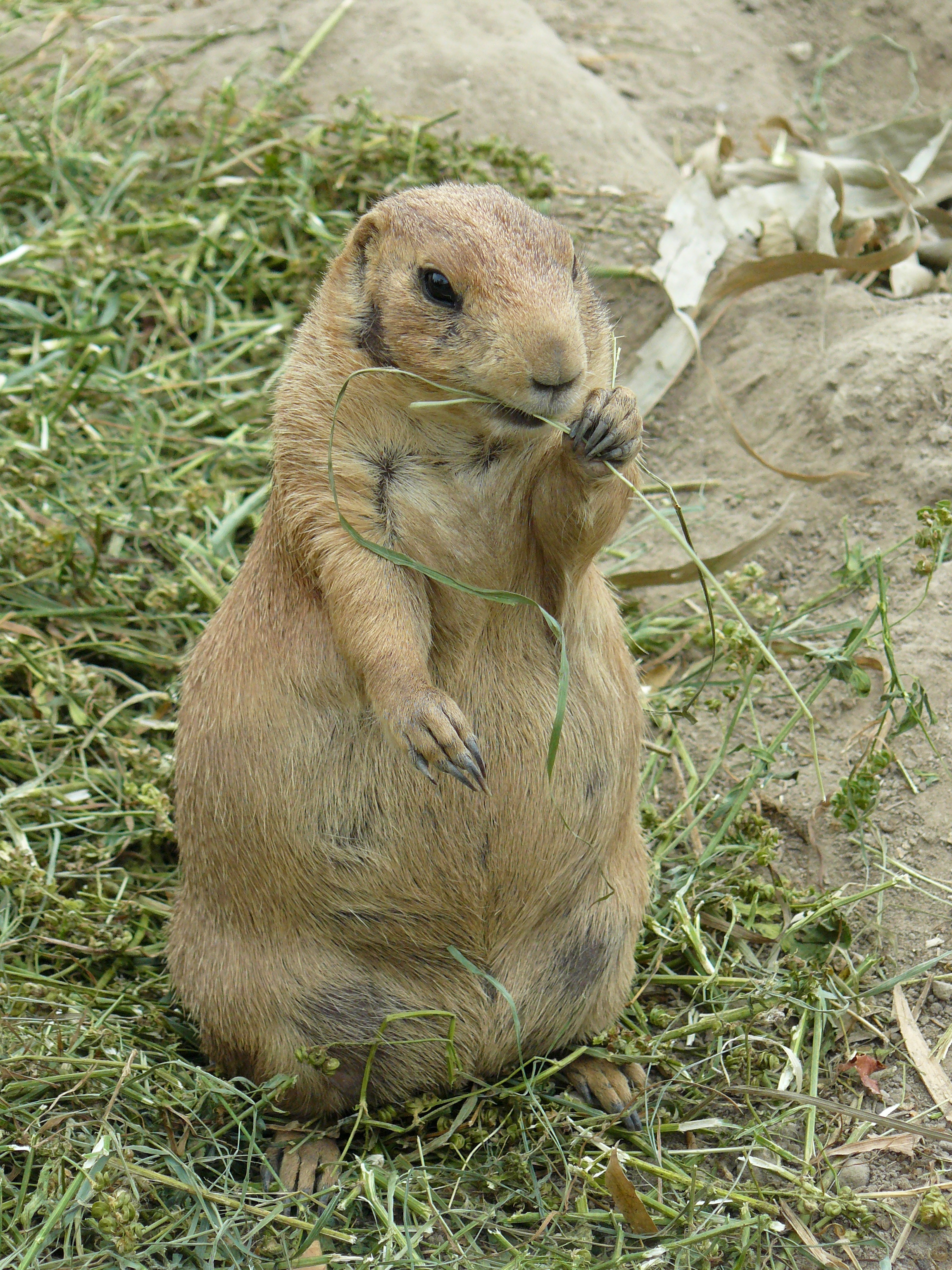
Chien de prairie à queue noire mangeant dans un zoo à Budapest.

Ce rongeur est essentiellement herbivore, son alimentation comprenant 98 % de matière végétale. Il se nourrit de feuilles, de tiges et de racines d'herbacées. En été, il consomme les genres Agropyron, Bromus, Bouteloua et Chrysothamnus et en hiver il se nourrit majoritairement des genres Opuntia et Cirsium.
Il se nourrit également de quelques insectes : criquets, chenilles et coléoptères.

## Reproduction
Le Chien de prairie à queue noire est polygyne : le mâle se reproduit avec plusieurs femelles. Il y a une seule période de reproduction par an, elle a lieu entre janvier et début-avril en fonction de la latitude. L'accouplement a généralement lieu sous terre (dans 98 % des cas). La gestation dure de 33 à 38 jours. La femelle donne naissance à une portée de 1 à 8 petits qui naissent aveugles et nus. La fourrure apparaît au bout de trois semaines et les petits ouvrent les yeux après cinq semaines. La femelle allaite ses petits pendant 37 à 51 jours. Le sevrage a lieu peu après la sortie des petits du terrier.
Seulement 54 % des femelles et 47 % des mâles qui sortent du terrier survivent à leur première année. la femelle peut vivre jusqu'à huit ans et le mâle jusqu'à cinq ans.

## Prédateurs
Leurs prédateurs sont des carnivores comme le putois à pieds noirs, le Coyote, les Crotales, etc.

## Le chien de prairie à queue noire et l'Homme

### Dans la nature
Sur ses terres d'origine, le chien de prairie est considéré comme nuisible notamment par les éleveurs de bétail. Et ce, pour plusieurs raisons :
- Le chien de prairie est herbivore, bien qu'il mange aussi parfois quelques insectes. Les éleveurs soulèvent donc la question de la concurrence alimentaire, craignant que leur bétail ne manque d'herbe. La preuve que ces animaux soient consommateurs des mêmes végétaux n'est pas faite[3].
- Ses terriers sont la frayeur des éleveurs qui craignent que leurs animaux ne s'y brisent les pattes. Les accidents de ce type seraient rares[3].

### En captivité
Dans les pays où son maintien en captivité est autorisé, le chien de prairie est un animal qui s'avère pouvoir construire une relation très personnelle avec son maître et qui se montre souvent très affectueux à son égard. Il existe désormais dans quelques rares élevages européens des sujets en mutation blanche.

#### Comportement social
Il convient de prendre au minimum deux chiens de prairie, deux femelles ou bien un couple (les portées étant extrêmement rares, surtout sans enclos), afin de conserver le mode de vie grégaire de cet animal.
Les mâles sont réputés pour être plus affectueux et les femelles plus joueuses.
Le mâle se montre particulièrement agressif au cours du rut, période de reproduction pouvant s'échelonner de novembre à février. Passé cette poussée hormonale, le mâle redevient aussi doux qu'auparavant. Les chaleurs des femelles occasionnent aussi un changement de comportement, mais bien souvent moindre, comparé à celui des mâles.
Le chien de prairie est un rongeur qui réclame de longues sorties hors de sa cage, ou simplement des moments de tendresse, même pour ceux résidant en enclos.

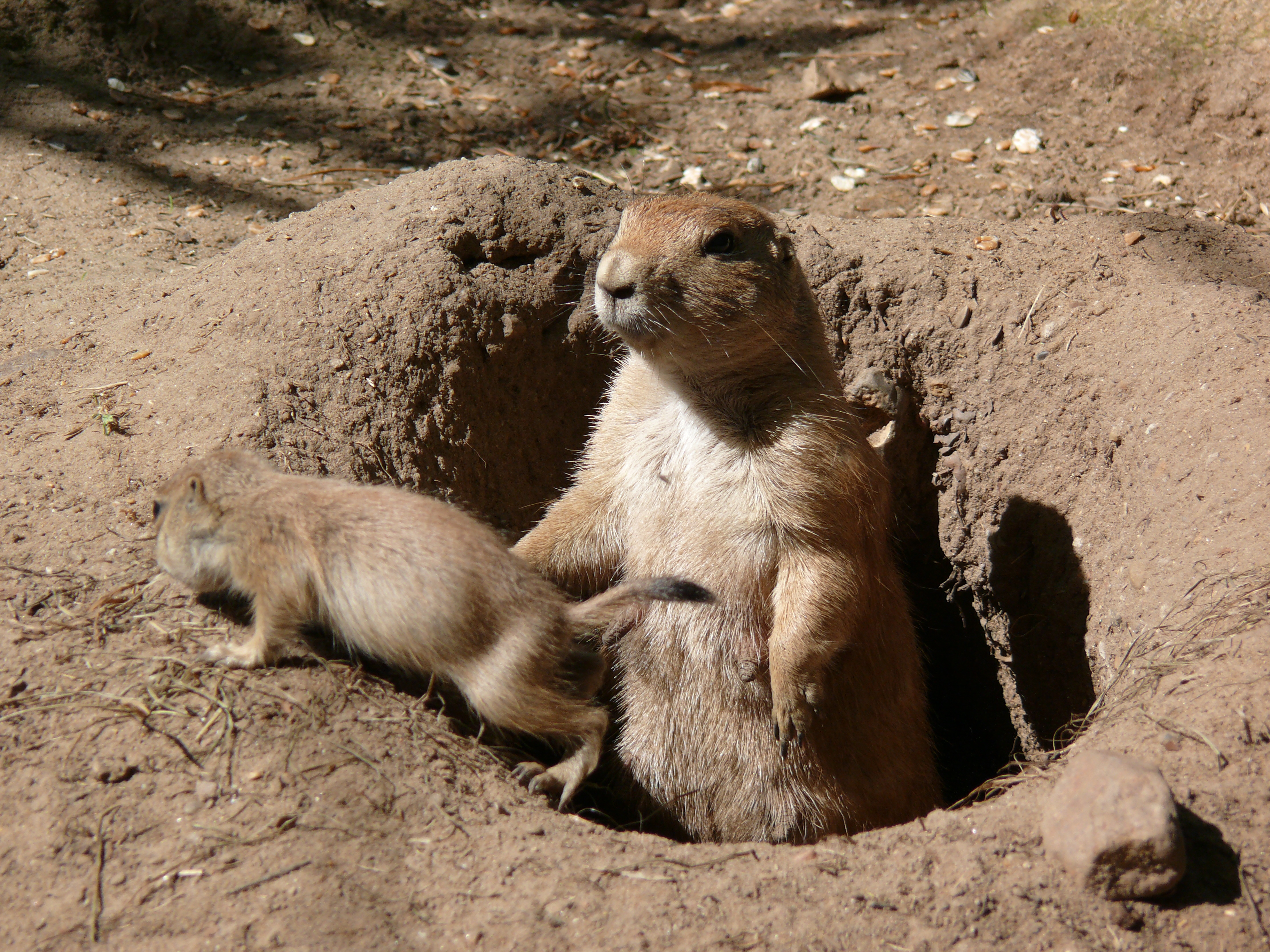
Adulte et petit à la sortie de leur terrier.

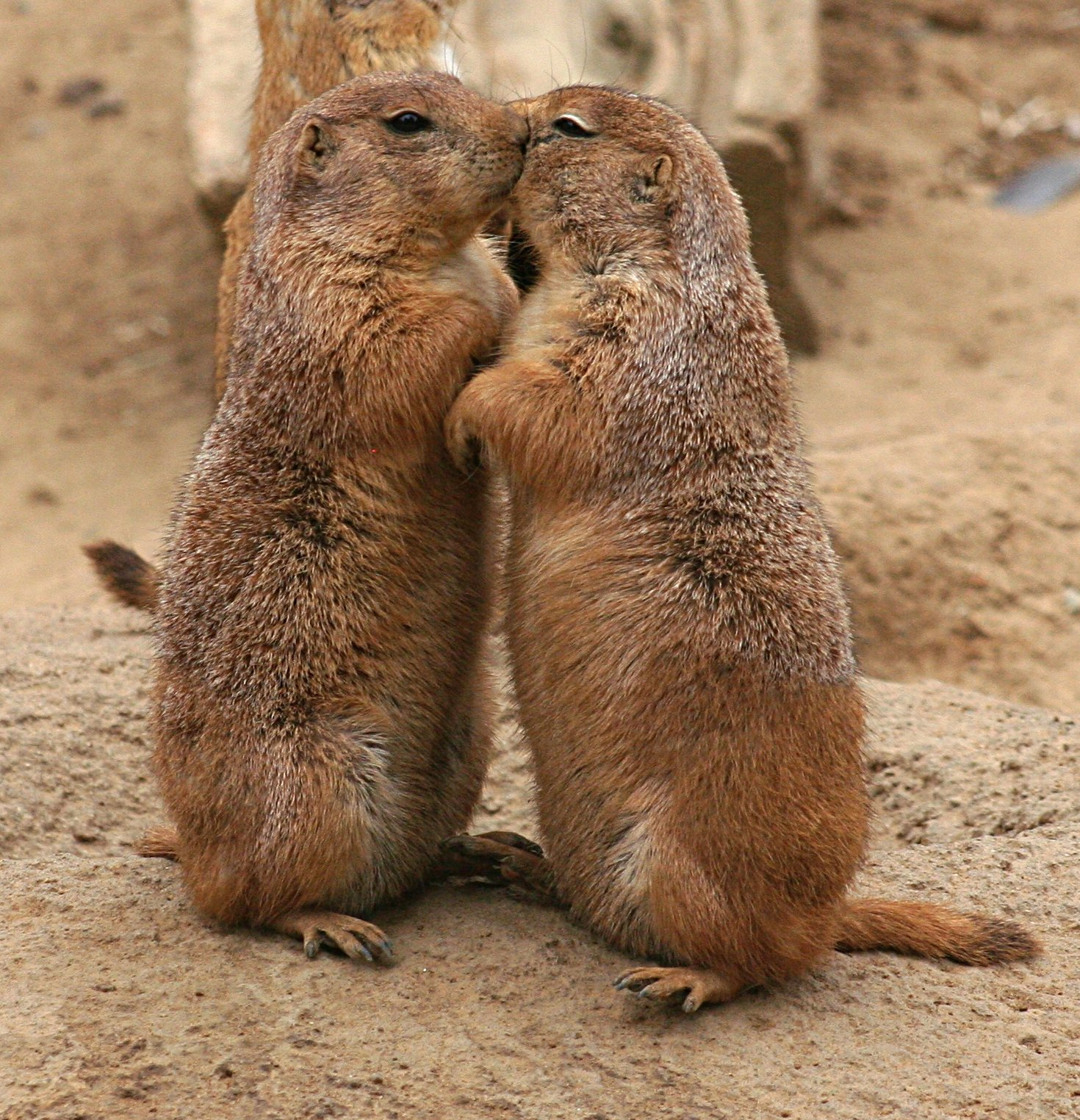
Baiser de chiens de prairie

### Législation
En France, d'après l'arrêté ministériel du 10 août 2004, le chien de prairie figue à l'article annexe 2, modifié par l'arrêté du 30 juillet 2010 - art. 3, qui donne la « liste des espèces non domestiques dont la détention ne peut être autorisée, avec obligation de marquage ou non, qu'au sein d'un établissement d'élevage ou de présentation au public d'animaux d'espèces non domestiques autorisé », donc avec autorisation préfectorale préalable (article 1).
L'importation des chiens de prairie en provenance de pays tiers est désormais interdite, les échanges intracommunautaires n'étant pas concernés. La détention en captivité nécessite d'être titulaire d'un certificat de capacité ou bien d'avoir moins de 6 individus acquis antérieurement, de les identifier par puce et de les déclarer à la D.S.V de son département. Il existe aussi des refuges destinés à recueillir ces animaux.

### Multimédia
- Vidéos de chien de prairie à queue noire (avec i-tune)